# مدير عام الاتفاقية العامة للتعريفات الجمركية والتجارة
كان المدير العام للاتفاقية العامة للتعريفات والتجارة مسؤولاً عن الإشراف على الوظائف الإدارية للاتفاقية العامة للتعريفات الجمركية والتجارة (جات). تم تعيين أول مدير عام، إريك ويندهام وايت، في 23 مارس 1965. كان لدى الجات ما مجموعه 5 مديرين عامين حتى تم تشكيل منظمة التجارة العالمية في عام 1995. كان بيتر ساذرلاند آخر مدير عام للجات، وأول مدير لمنظمة التجارة العالمية.
|   | اسم               | تولى منصبه    | ترك المكتب                           | دولة            |
| 1 | إريك ويندهام وايت | 1948          | 6 مايو 1968                          | المملكة المتحدة |
| 2 | أوليفر لونج       | 6 مايو 1968   | 1 أكتوبر 1980                        | سويسرا          |
| 3 | آرثر دنكل         | 1 أكتوبر 1980 | 1 يوليو 1993                         | سويسرا          |
| 5 | بيتر ساذرلاند     | 1 يوليو 1993  | 1 مايو 1995 (منظمة التجارة العالمية) | أيرلندا         |